# Марк Антоній (начальник кінноти)
Марк Антоній (лат. Marcus Antonius; 370 — після 333 р. до н. е.) — політичний та військовий діяч Римської республіки.

## Життєпис
Походив з роду нобілів Антоніїв. Про батьків нічого не відомо. 
У 333 році до н. е. був призначений диктатором Публієм Корнелієм Руфіном своїм заступником — начальником кінноти. Марк Антоній повинен був допомагати Руфіну керувати військовими діями проти самнітів та сідицинів. Проте сенат скасував обрання через релігійні похибки. Тому Марк Антоній невдовзі склав свої повноваження. Подальша доля його невідома.